# Умершие в октябре 1944 года
Это список известных людей, соответствующих установленным критериям значимости (см. Википедия:Критерии значимости персоналий), умерших в октябре 1944 года.
Причина смерти указывается лишь в исключительных случаях (убийство, самоубийство, гибель в результате военных действий, смертная казнь, ДТП или несчастные случаи). В остальных случаях — не указывается.

## 1 октября
- Иван Алексеев (74) — большевик, революционер, государственный и профсоюзный деятель.
- Дмитрий Зайцев (25) — майор Рабоче-крестьянской Красной Армии, участник Великой Отечественной войны, Герой Советского Союза.

## 3 октября
- Иван Вечтомов (25) — участник Великой Отечественной войны, Герой Советского Союза.
- Михаил Гальперин (62) — русский поэт, журналист, драматург, переводчик.
- Николай Иконников (38) — генерал-майор Рабоче-крестьянской Красной Армии, участник Великой Отечественной войны.
- Владислав Котвич (72) — польский и русский лингвист.
- Алексей Ничепуренко (32) — участник Великой Отечественной войны, Герой Советского Союза.
- Николай Осин — участник Великой Отечественной войны, Герой Советского Союза.

## 4 октября
- Павел Жувасин — участник Великой Отечественной войны, Герой Советского Союза.
- Анатолий Забронский (23) — участник Великой Отечественной войны, Герой Советского Союза.

## 5 октября
- Иван Алексеев (21) — участник Великой Отечественной войны, Герой Советского Союза.
- Михаил Бакулин (22) — участник Великой Отечественной войны, Герой Советского Союза.
- Садофий Евграфов — участник Великой Отечественной войны, Герой Советского Союза.
- Матвей Заводский (21) — участник Великой Отечественной войны, Герой Советского Союза.
- Георгий Комаров (48) — участник Великой Отечественной войны, Герой Советского Союза.
- Михаил Пеньков (21) — участник Великой Отечественной войны, Герой Советского Союза.
- Василий Филиппов (23) — участник Великой Отечественной войны, Герой Советского Союза.

## 6 октября
- Баби, Владимир Зиновьевич (31) — участник Великой Отечественной войны, Герой Советского Союза.
- Иванилов, Владимир Семёнович (22) — участник Великой Отечественной войны, Герой Советского Союза.
- Котловец, Михаил Павлович (29) — капитан Рабоче-крестьянской Красной Армии, участник Великой Отечественной войны, Герой Советского Союза.
- Наговицин, Пимен Николаевич — участник Великой Отечественной войны, Герой Советского Союза.
- Немтинов, Аким Андреевич (26) — участник Великой Отечественной войны, Герой Советского Союза.
- Хименко, Андрей Максимович (28) — участник Великой Отечественной войны, Герой Советского Союза.

## 7 октября
- Дворкин, Борис Михайлович (39) — комбриг РККА, участник Великой Отечественной войны.
- Иванов, Павел Иванович (34) — участник Великой Отечественной войны, Герой Советского Союза.
- Ивченко, Михаил Лаврентьевич (27) — участник Великой Отечественной войны, Герой Советского Союза.
- Малка, Иван Трофимович (23) — старший сержант Рабоче-крестьянской Красной Армии, участник Великой Отечественной войны, Герой Советского Союза.
- Садовский, Иван Максимович — участник Великой Отечественной войны, Герой Советского Союза.
- Худяков, Василий Митрофанович (25) — участник Великой Отечественной войны, Герой Советского Союза.

## 8 октября
- Николай Закоркин — Герой Советского Союза.
- Михаил Кузьмин (21) — Герой Советского Союза.
- Евгений Лютиков (23) — Герой Советского Союза.
- Василий Маслов — Герой Советского Союза.
- Фёдор Саркисов — Герой Советского Союза.
- Арам Сафаров — Герой Советского Союза.
- Джеймс Шохат (78) — математик. Член Американского математического общества, Математической ассоциации Америки, Института математической статистики и Американской ассоциации содействия развитию науки.

## 9 октября
- Агабеков, Садых-бек (79) — российский военачальник и азербайджанский государственный деятель.
- Дикер-Брандейс, Фридл — австрийская художница еврейского происхождения.
- Ермолаев, Феогент Филиппович (24) — Герой Советского Союза.
- Минаев, Николай Гаврилович — Герой Советского Союза.
- Фролов, Илья Антонович (29) — Герой Советского Союза.
- Шилов, Пётр Никифорович (25) — Герой Советского Союза.

## 10 октября
- Бащенко, Александр Петрович (31) — Герой Советского Союза.
- Бибилашвили, Александр Николаевич (28) — Герой Советского Союза.
- Захаров, Митрофан Кузьмич (27) — Герой Советского Союза.
- Комлев, Степан Петрович (21) — Герой Советского Союза.
- Манкевич, Валентин Ипполитович (25) — Герой Советского Союза.
- Мустейкис, Леонид Иванович — Закрыл своим телом амбразуру пулемёта.
- Непомнящий, Михаил Григорьевич (23) — Герой Советского Союза.
- Никулин, Дмитрий Егорович (30) — Герой Советского Союза.
- Плугатарь, Алексей Петрович (33) — Герой Советского Союза.
- Полежайкин, Сергей Иванович (24) — Герой Советского Союза.
- Рытов, Александр Иванович (23) — Герой Советского Союза.
- Хрусталёв, Павел Иванович — Герой Советского Союза.

## 11 октября
- Александр Афанасьев (30) — Герой Советского Союза.
- Анатолий Бредов (21) — Герой Советского Союза.
- Евгений Лысенко (24) — Герой Советского Союза.
- Михаил Мещерягин (29) — Герой Советского Союза.
- Михаил Могильный (19) — Герой Советского Союза.
- Владимир Счастнов (29) — Герой Советского Союза, командир отделения 4-го гвардейского отдельного штурмового инженерно-сапёрного батальона.

## 12 октября
- Асадов, Герай Лятиф оглы — Герой Советского Союза.
- Виноградов, Александр Федотович (20) — Полный кавалер Ордена Славы.
- Егубченко, Василий Кириллович (21) — Герой Советского Союза.
- Нагуманов, Дайлягай Сираевич (22) — Герой Советского Союза.
- Плахотя, Савелий Николаевич (26) — Герой Советского Союза.
- Пургин, Кузьма Степанович (40) — Герой Советского Союза.
- Соколов, Александр Николаевич — Герой Советского Союза.
- Срибный, Сидор Иванович (27) — Герой Советского Союза.
- Хусяинов, Зякярий Сяфитович (30) — Герой Советского Союза.
- Шипицын, Василий Алексеевич (24) — Герой Советского Союза.

## 13 октября
- Бувин, Иван Иванович — участник Великой Отечественной войны, Герой Советского Союза.
- Будюк, Николай Васильевич — капитан Рабоче-крестьянской Красной Армии, участник Великой Отечественной войны, Герой Советского Союза.
- Генералов, Алексей Петрович (27) — участник Великой Отечественной войны, Герой Советского Союза.
- Кондаков, Виктор Александрович (24) — Герой Советского Союза
- Пыряев, Василий Васильевич — Герой Советского Союза
- Рощин, Иван Дмитриевич (26) — Герой Советского Союза
- Цинделис, Борис Израилевич — Герой Советского Союза
- Шейнаускас, Стасис Козиевич — Герой Советского Союза
- Шутов, Алексей Тимофеевич (37) — Герой Советского Союза

## 14 октября
- Бабайлов, Павел Константинович — участник Великой Отечественной войны, Герой Советского Союза.
- Кузнецов, Сергей Егорович — красноармеец Рабоче-крестьянской Красной Армии, участник Великой Отечественной войны, Герой Советского Союза.
- Осадчий (44) — Герой Советского Союза
- Роммель, Эрвин (52) — немецкий генерал-фельдмаршал (1942) и командующий войсками Оси в Северной Африке; вероятно, самоубийство.
- Сергеев, Сергей Ефимович (25) — Герой Советского Союза
- Терентьев, Григорий Григорьевич (20) — Герой Советского Союза
- Хорохонов, Николай Дмитриевич (21) — Герой Советского Союза

## 15 октября
- Николай Васин (22) — Герой Советского Союза.
- Гриневская, Изабелла Аркадьевна — русский драматург, прозаик, поэтесса, переводчица, критик.
- Василий Зайцев (28) — Герой Советского Союза.
- Иван Захаркин (55) — советский военачальник, генерал-полковник.
- Пётр Матиенко — Герой Советского Союза.

## 16 октября
- Адаменко, Иван Диомидович (20) — Герой Советского Союза.
- Асеев, Григорий Сафронович (24) — Герой Советского Союза.
- Грибанов, Николай Васильевич (19) — Герой Советского Союза.
- Скнарёв, Александр Ильич (32) — Герой Советского Союза.
- Сыромятников, Борис Павлович (34) — Герой Советского Союза.
- Топчи, Джафер Осман (23) — советский военнослужащий, дважды представлявшийся к званию Героя Советского Союза, но так и не получил его.
- Тырин, Георгий Михайлович — Герой Советского Союза.
- Филатов, Алексей Яковлевич — Герой Советского Союза.
- Черкасов, Михаил Сергеевич — Герой Советского Союза.
- Шевченко, Пётр Григорьевич (23) — Герой Советского Союза.
- Шкатов, Иван Васильевич (25) — Герой Советского Союза.
- Яковлев, Александр Алексеевич — полный кавалер ордена Славы.

## 17 октября
- Виктор Бобков (18) — Герой Советского Союза.
- Алексей Дмитриев (25) — Герой Советского Союза.
- Илья Каратаев (22) — Герой Советского Союза.
- Виктор Малясов (26) — Герой Советского Союза.
- Николай Тявкин (26) — Герой Советского Союза.

## 18 октября
- Головань, Василий Никонович (20) — Герой Советского Союза.
- Зимаков, Иван Петрович (36) — Герой Советского Союза.
- Иовлев, Владимир Александрович (24) — Герой Советского Союза.
- Каракулов, Джуман (23) — Герой Советского Союза.
- Кравцов, Николай Никитович (23) — Герой Советского Союза.
- Лапкин, Алексей Григорьевич (51) — советский военачальник, генерал-майор войск связи, участник Гражданской и Великой Отечественной войн.
- Яковлев, Пётр Афанасьевич (19) — Герой Советского Союза.

## 19 октября
- Александр Мельников (43) — младший сержант Рабоче-крестьянской Красной Армии, участник Великой Отечественной войны, Герой Советского Союза.
- Рейнгбальд, Берта Михайловна — пианистка и музыкальный педагог.
- Семёнов, Фёдор Георгиевич (25) — участник Великой Отечественной войны, Герой Советского Союза.
- Тарасов, Герман Фёдорович (38) — советский военачальник, участник Великой Отечественной войны, командующий 41-й, 70-й, 24-й и 53-й армиями.
- Трошкин, Павел Артемьевич — фотокорреспондент газеты «Известия», участник Великой Отечественной войны, майор.
- Федин, Фёдор Денисович — участник Великой Отечественной войны, Герой Советского Союза.

## 20 октября
- Александр Карпов (27) — участник Великой Отечественной войны, Герой Советского Союза.
- Леонид Корнев — участник Великой Отечественной войны, Герой Советского Союза.
- Степан Нестеров (37) — участник Великой Отечественной войны, Герой Советского Союза.
- Валентин Талах — советский пехотинец, участник Великой Отечественной войны, Герой Советского Союза.
- Филипп Торговцев (33) — участник Великой Отечественной войны, Герой Советского Союза.
- Иван Филонов (26) — участник Великой Отечественной войны, Герой Советского Союза.

## 21 октября
- Юрий Малахов (19) — участник Великой Отечественной войны, Герой Советского Союза.
- Пётр Сизов — участник Великой Отечественной войны, Герой Советского Союза.

## 22 октября
- Владимир Акуленко — Герой Советского Союза.
- Николай Аргунов (25) — Герой Советского Союза.

## 23 октября
- Тимофей Горнов — Герой Советского Союза.
- Фёдор Тарасов (29) — Герой Советского Союза.

## 24 октября
- Виктор Горячев (25) — старший лейтенант Рабоче-крестьянской Красной Армии, участник Великой Отечественной войны, Герой Советского Союза.
- Александр Дорофеев — участник Великой Отечественной войны, Герой Советского Союза.
- Степан Ловенецкий (20) — участник Великой Отечественной войны, Герой Советского Союза.
- Иван Седов (30) — участник Великой Отечественной войны, Герой Советского Союза.
- Георгий Серов — участник Великой Отечественной войны, Герой Советского Союза.
- Иван Соломоников — участник Великой Отечественной войны, Герой Советского Союза.
- Анатолий Штейгер (37) — русский поэт, один из наиболее значительных поэтов «первой волны» эмиграции; туберкулёз.

## 25 октября
- Аркадий Бочарников (19) — ефрейтор Рабоче-крестьянской Красной Армии, участник Великой Отечественной войны, Герой Советского Союза.
- Михаил Рогов (28) — участник Великой Отечественной войны, Герой Советского Союза.

## 26 октября
- Константин Абазовский (25) — Герой Советского Союза.
- Игорь Асеев — Герой Советского Союза.
- Пётр Вернидуб — Герой Советского Союза.
- Татевос Егиазарян (39) — Герой Советского Союза.
- Алексей Колосков — Герой Советского Союза.
- Николай Мамонов (25) — Герой Советского Союза.
- Михаил Плакса — Герой Советского Союза.
- Павел Стрельцов — Герой Советского Союза.

## 27 октября
- Федор Берестов (23) — младший лейтенант Рабоче-крестьянской Красной Армии, участник Великой Отечественной войны, Герой Советского Союза.
- Павел Дорошенко (29) — советский летчик штурмовой авиации, заместитель командира эскадрильи 955-го штурмового авиационного полка 305-й штурмовой авиационной дивизии 17-й воздушной армии 3-го Украинского фронта, старший лейтенант, Герой Советского Союза.
- Айткеш Ибраев (20) — участник Великой Отечественной войны. Герой Советского Союза.
- Иван Мартыненко (29) — участник Великой Отечественной войны. Герой Советского Союза.
- Павел Пономарёв — участник Великой Отечественной войны. Герой Советского Союза.
- Андрей Сорокин (39) — участник Великой Отечественной войны. Герой Советского Союза.

## 29 октября
- Величко, Владимир Сидорович — Герой Советского Союза.
- Деев, Владимир Николаевич (19) — Герой Советского Союза.
- Побле, Дмитрий Иосифович (49) — генерал-майор Рабоче-крестьянской Красной Армии.
- Толмачёв, Михаил Иванович (35) — Герой Советского Союза.
- Якобовиц, Тобиас — чехословацкий историограф, библиотекарь и библиограф, исследователь чешского еврейства, раввин.
- Янцев, Пётр Илларионович (36) — Герой Советского Союза.

## 30 октября
- Гизатов, Ширван Адиатович — Герой Советского Союза.
- Кукин, Аркадий Петрович — Герой Советского Союза.
- Лазарев, Георгий Меркурьевич (19) — Герой Советского Союза.
- Николаев, Владимир Николаевич (23) — Герой Советского Союза.
- Рощепкин, Василий Дмитриевич (22) — Герой Советского Союза.
- Ходжаев, Ирнапас (28) — Герой Советского Союза.

## 31 октября
- Опатрны, Венделин (36) — чехословацкий офицер.